# Salvador Guardiola
Salvador Guardiola Tora (* 5. September 1988 in Jumilla) ist ein spanischer Radrennfahrer.
Salvador Guardiola gewann 2006 bei der Bahnradeuropameisterschaft der Junioren in Athen die Bronzemedaille im Punktefahren. Im nächsten Jahr wurde er spanischer Meister in der Einerverfolgung der U23-Klasse.
Auf der Straße wurde Guardiola Dritter im Gesamtklassement der Tour de Hokkaidō 2015. Bei der japanischen Tour de Tochigi 2017 wurde er Gesamtfünfter und gewann er eine Etappe, damit zugleich seinen ersten internationalen Wettbewerb. Kurz darauf belegte er beim Klasika Primavera de Amorebieta, einem Eintagesrennen der ersten UCI-Kategorie Rang vier. In der Gesamtwertung der Thailand-Rundfahrt 2019 wurde er Vierter.

## Erfolge
2006
- Europameisterschaft – Punktefahren (Junioren)

2007
- Spanischer Meister – Einerverfolgung (U23)

2017
- eine Etappe Tour de Tochigi

## Teams
- 2009 Contentpolis-AMPO (Stagiaire)
- 2010 Heraklion Kastro-Murcia
- 2011 KTM-Murcia
- 2012 Gios-Deyser Leon Kastro
- 2013 Differdange-Losch
- 2014 PinoRoad (bis 30. Juni) / Team Ukyo (ab 1. Juli)
- 2015 Team Ukyo
- 2016 Team Ukyo
- 2017 Team Ukyo
- 2018 Kinan Cycling Team
- 2019 Kinan Cycling Team
- 2020 Kinan Cycling Team